# Olympische Sommerspiele 2008/Leichtathletik – Stabhochsprung (Männer)

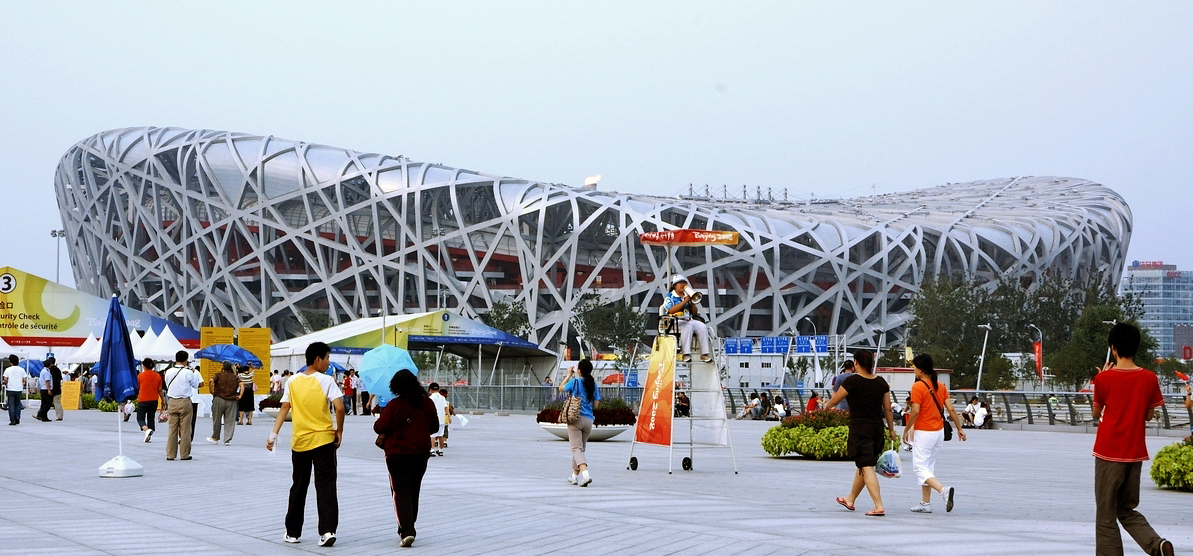
Das Vogelnest – Olympiastadion von Peking

Der Stabhochsprung bei den Olympischen Spielen 2008 in Peking wurde am 20. und 22. August 2008 ausgetragen. 38 Athleten nahmen daran teil.
Olympiasieger wurde der Australier Steve Hooker. Die Silbermedaille gewann der Russe Jewgeni Lukjanenko. Bronze ging an Derek Miles aus den Vereinigten Staaten.

## Aktuelle Titelträger
| Olympiasieger 2004                      | Timothy Mack ( USA)                            | 5,95 m                                         | Athen 2004          |
| Weltmeister 2007                        | Brad Walker ( USA)                             | 5,86 m                                         | Ōsaka 2007          |
| Europameister 2006                      | Alexander Awerbuch ( Israel)                   | 5,70 m                                         | Göteborg 2006       |
| Panamerikanischer Meister 2007          | Fábio da Silva ( Brasilien)                    | 5,40 m                                         | Rio de Janeiro 2007 |
| Zentralamerika und Karibik-Meister 2008 | Lázaro Borges ( Kuba)                          | 5,50 m                                         | Cali 2008           |
| Südamerika-Meister 2007                 | Fábio da Silva ( Brasilien)                    | 5,77 m                                         | São Paulo 2007      |
| Asienmeister 2007                       | Mohsen Rabbani ( Iran)                         | 5,35 m                                         | Amman 2007          |
| Afrikameister 2008                      | Mouhsin Cheouari ( Marokko)                    | 4,80 m                                         | Addis Abeba 2008    |
| Ozeanienmeister 2008                    | Stabhochsprung nicht im Meisterschaftsprogramm | Stabhochsprung nicht im Meisterschaftsprogramm | Saipan 2008         |

## Rekorde

### Bestehende Rekorde
| Weltrekord         | 6,14 m | Serhij Bubka ( Ukraine) | Sestriere, Italien            | 27. Juli 1993 |
| Olympischer Rekord | 5,95 m | Timothy Mack ( USA)     | Finale OS Athen, Griechenland | 28. Juli 1996 |

### Rekordverbesserung
Der australische Olympiasieger Steve Hooker verbesserte den bestehenden olympischen Rekord im Finale am 22. August um einen Zentimeter auf 5,96 m. Zum Weltrekord fehlten im achtzehn Zentimeter.

## Doping
Dem Ukrainer Denys Jurtschenko wurde seine Bronzemedaille am 20. August 2014 wegen nachgewiesenen Dopingbetrugs aberkannt.
Leidtragender war der US-Amerikaner Derek Miles. Er erhielt seine Bronzemedaille mit jahrelanger Verspätung und konnte nicht an der Siegerehrung teilnehmen.

## Legende
Kurze Übersicht zur Bedeutung der Symbolik – so üblicherweise auch in sonstigen Veröffentlichungen verwendet:
| – | verzichtet                            |
| o | übersprungen                          |
| x | ungültig                              |
| r | Wettkampf nicht fortgesetzt (retired) |

## Qualifikation
20. August 2008, 20:40 Uhr
Die Qualifikation wurde in zwei Gruppen durchgeführt. Aufgrund der Entwicklung der von den Teilnehmern in der Qualifikation übersprungenen Höhen ging wie schon im Hochsprung kein einziger Springer die geforderte Qualifikationshöhe überhaupt an, denn damit würde sich im Hinblick auf die für das Finale qualifizierten Teilnehmer nichts geändert haben. So wurde die Mindestanzahl von zwölf Finalteilnehmern über die Platzierung der Athleten bestimmt. Für das Finale qualifizierten sich schließlich dreizehn Starter (hellgrün unterlegt), weil zwei Springer gleichauf Rang zwölf belegten. Für die Finalteilnahme waren unabhängig von der Zahl der Fehlversuche 5,65 m zu erbringen.
Gewertet wurden letztendlich nur zwölf Athleten, denn dem Ukrainer Denys Jurtschenko wurden seine Platzierungen wie oben im Abschnitt "Doping" beschrieben im August 2014 wegen Dopingmissbrauchs aberkannt.

### Gruppe A
- Maksym Masuryk – ausgeschieden
mit 5,55 m
- Jeff Hartwig – ausgeschieden
mit 5,55 m

| Platz | Name                | Nation              | 5,15 m | 5,30 m | 5,45 m | 5,55 m | 5,65 m | Höhe | Anmerkung                               |
| ----- | ------------------- | ------------------- | ------ | ------ | ------ | ------ | ------ | ---- | --------------------------------------- |
| 1     | Igor Pawlow         | Russland            | –      | –      | o      | –      | o      | 5,65 |                                         |
| 2     | Leonid Andreyev     | Usbekistan          | –      | o      | o      | o      | xo     | 5,65 |                                         |
| 2     | Jérôme Clavier      | Frankreich          | –      | o      | –      | o      | xo     | 5,65 |                                         |
| 2     | Raphael Holzdeppe   | Deutschland         | –      | –      | o      | o      | xo     | 5,65 |                                         |
| 5     | Jan Kudlička        | Tschechien          | o      | o      | –      | xo     | xo     | 5,65 |                                         |
| 6     | Dmitri Starodubzew  | Russland            | –      | xo     | –      | xxo    | xo     | 5,65 |                                         |
| 7     | Paul Burgess        | Australien          | –      | –      | o      | xo     | xxx    | 5,55 |                                         |
| 7     | Maksym Masuryk      | Ukraine             | –      | –      | o      | xo     | xxx    | 5,55 |                                         |
| 9     | Jeff Hartwig        | USA                 | –      | –      | o      | xxo    | xxx    | 5,55 |                                         |
| 9     | Liu Feiliang        | Volksrepublik China | –      | o      | o      | xxo    | xxx    | 5,55 |                                         |
| 11    | Jesper Fritz        | Schweden            | –      | xo     | o      | xxx    |        | 5,45 |                                         |
| 12    | Giovanni Lanaro     | Mexiko              | –      | –      | xo     | xxx    |        | 5,45 |                                         |
| 13    | Jurij Rovan         | Slowenien           | xx-    | o      | xxx    |        |        | 5,35 |                                         |
| ogV   | Germán Chiaraviglio | Argentinien         | –      | xxx    |        |        |        | ogV  |                                         |
| ogV   | Ilijan Efremow      | Bulgarien           | xxx    |        |        |        |        | ogV  |                                         |
| ogV   | Kim Yoo-suk         | Südkorea            | –      | xxx    |        |        |        | ogV  |                                         |
| ogV   | Steven Lewis        | Großbritannien      | –      | –      | xxx    |        |        | ogV  |                                         |
| ogV   | Brad Walker         | USA                 | –      | –      | –      | –      | xxx    | ogV  |                                         |
| DOP   | Denys Jurtschenko   | Ukraine             | –      | –      | o      | –      | xo     | 5,65 | im Finale dabei, später disqualifiziert |

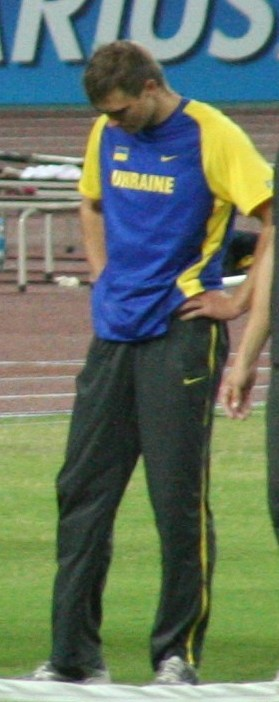
Maksym Masuryk – ausgeschieden mit 5,55 m
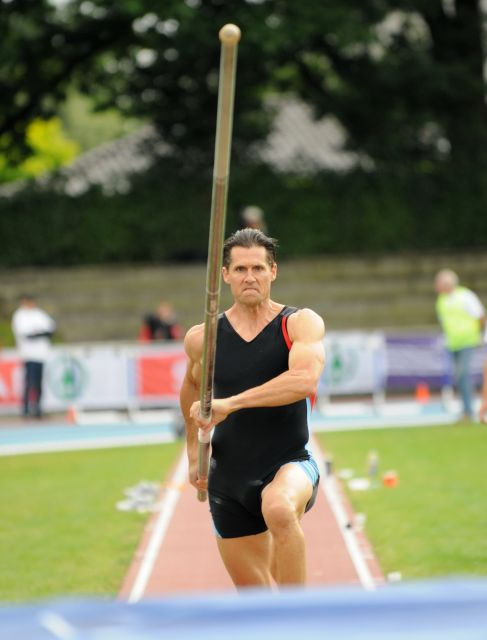
Jeff Hartwig – ausgeschieden mit 5,55 m

Weitere in Qualifikationsgruppe A ausgeschiedene Stabhochspringer:

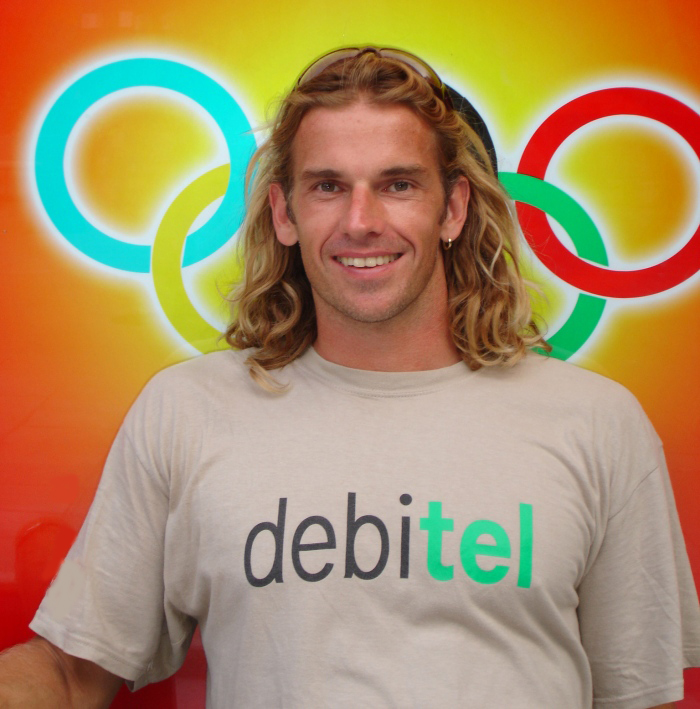
Jurij Rovan – 5,35 m
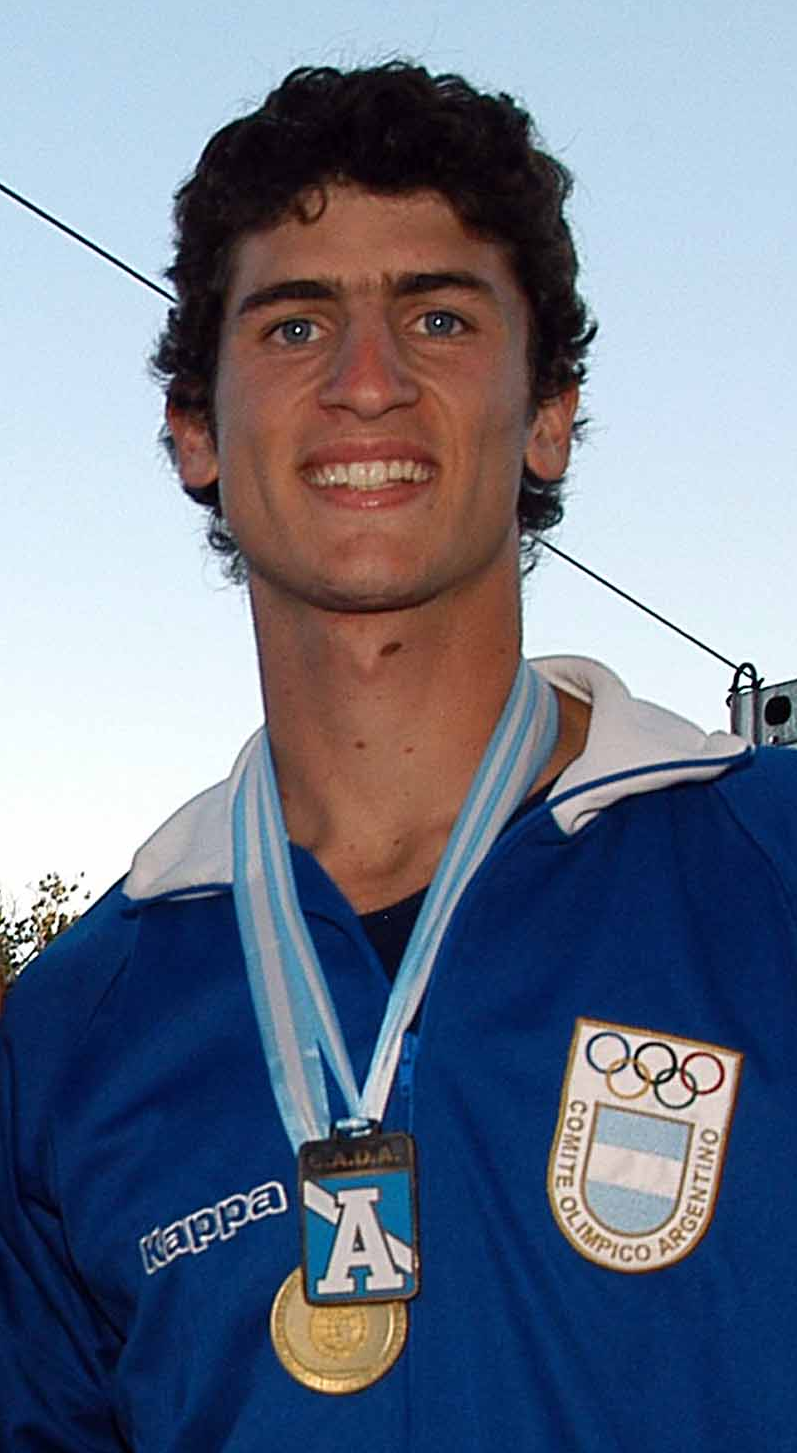
Germán Chiaraviglio – ohne gültigen Versuch
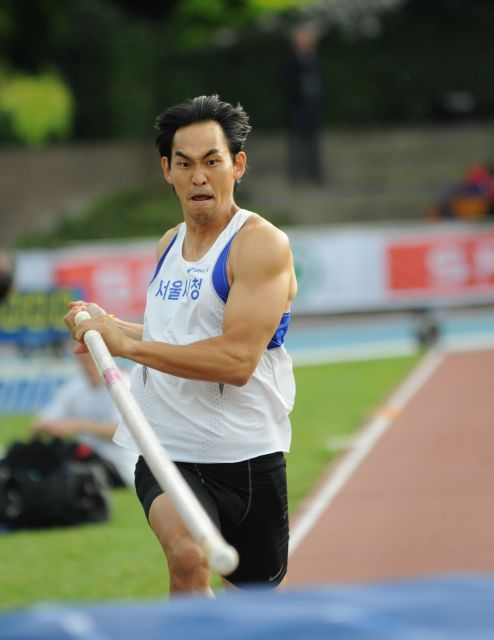
Kim Yoo-suk – ohne gültigen Versuch
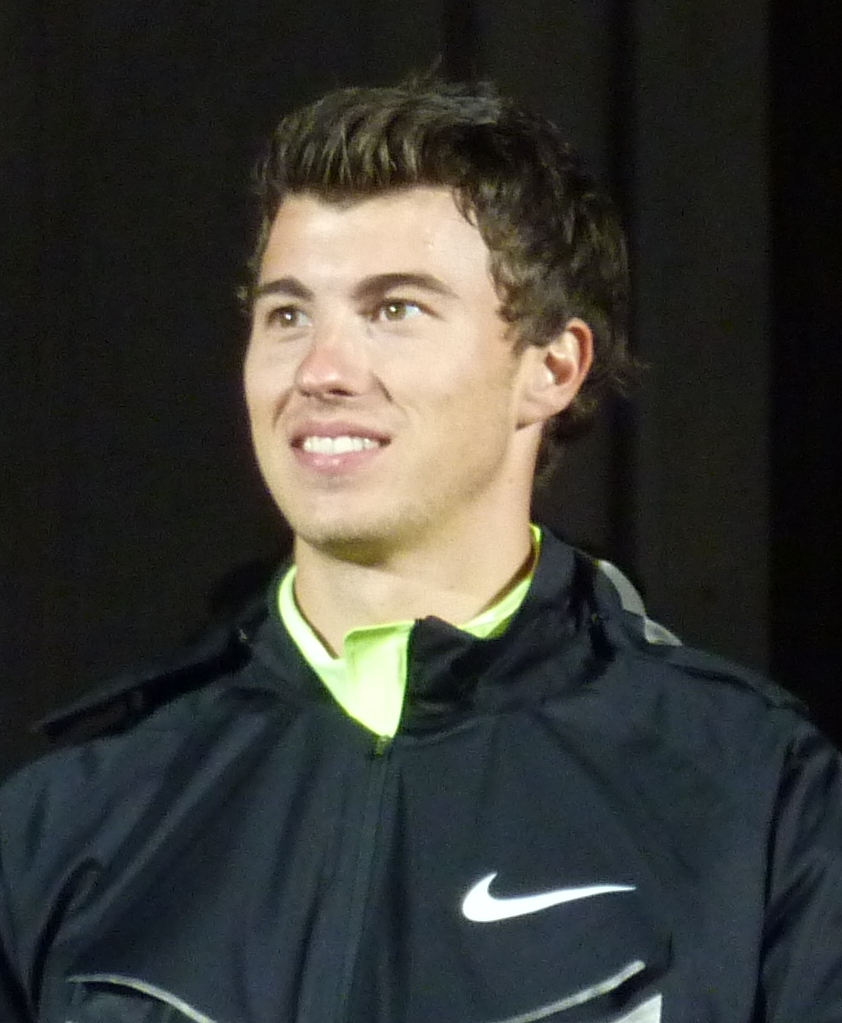
Steven Lewis – ohne gültigen Versuch
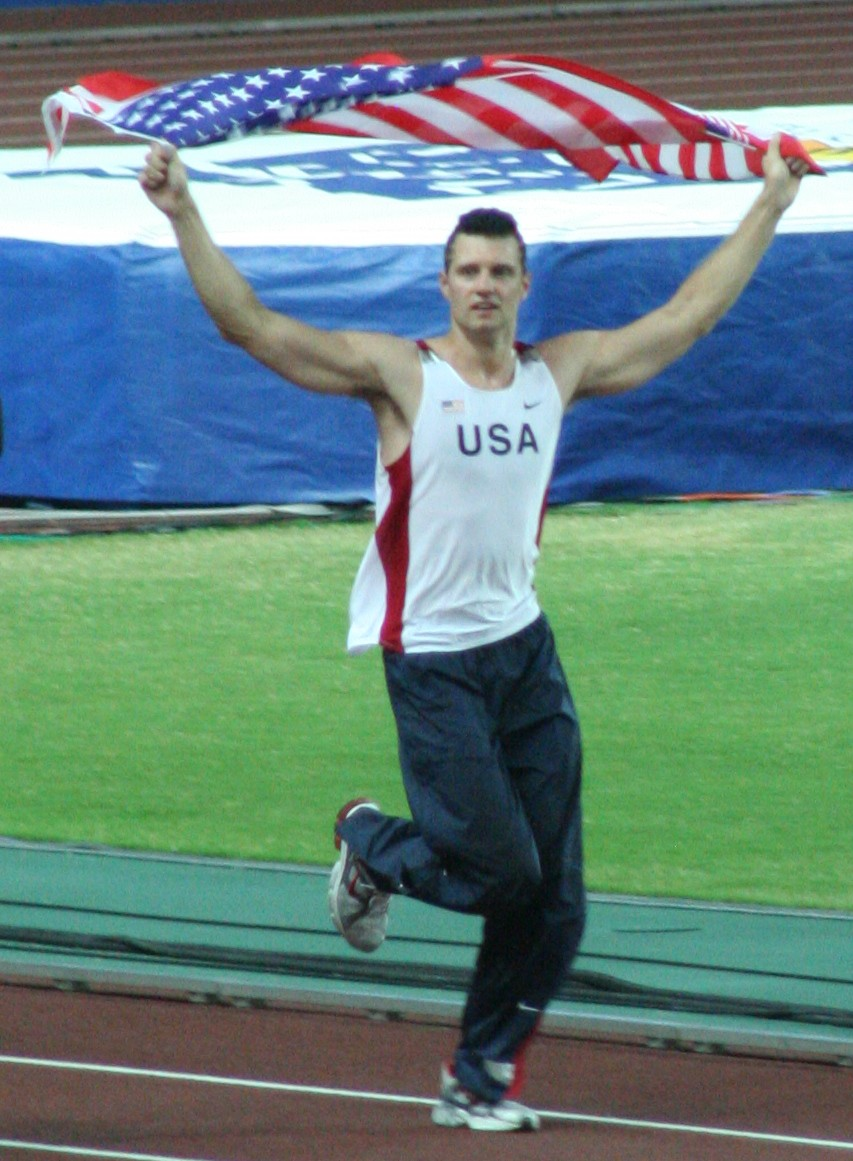
Brad Walker – ohne gültigen Versuch

### Gruppe B

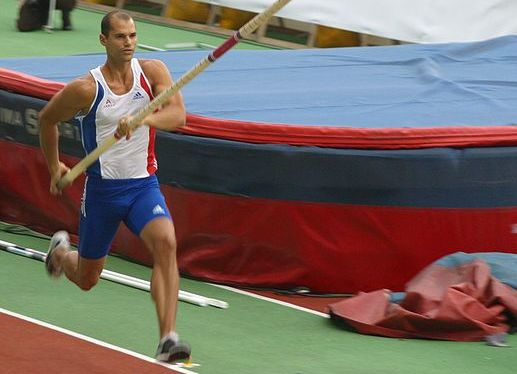
Romain Mesnil – ausgeschieden mit 5,55 m
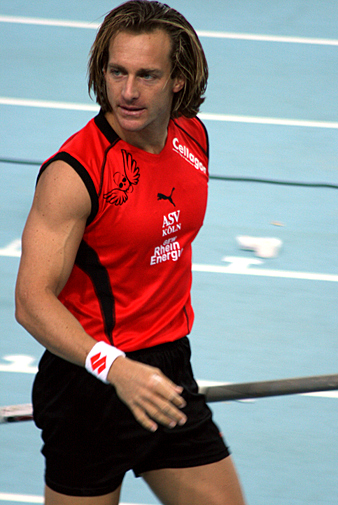
Tim Lobinger – ausgeschieden mit 5,55 m

| Platz | Name                  | Nation      | 5,15 m | 5,30 m | 5,45 m | 5,55 m | 5,65 m | Höhe | Anmerkung |
| ----- | --------------------- | ----------- | ------ | ------ | ------ | ------ | ------ | ---- | --------- |
| 1     | Jewgeni Lukjanenko    | Russland    | –      | –      | –      | o      | o      | 5,65 |           |
| 2     | Przemysław Czerwiński | Polen       | –      | –      | o      | xo     | xo     | 5,65 | PBe       |
| 3     | Danny Ecker           | Deutschland | –      | –      | xxo    | –      | xo     | 5,65 |           |
| 3     | Derek Miles           | USA         | –      | –      | o      | xxo    | xo     | 5,65 |           |
| 5     | Steve Hooker          | Australien  | –      | –      | –      | –      | xxo    | 5,65 |           |
| 6     | Giuseppe Gibilisco    | Italien     | –      | –      | xo     | o      | xxo    | 5,65 |           |
| 7     | Alhaji Jeng           | Schweden    | –      | –      | –      | o      | xxx    | 5,55 |           |
| 7     | Romain Mesnil         | Frankreich  | –      | –      | –      | o      | xxx    | 5,55 |           |
| 9     | Tim Lobinger          | Deutschland | –      | –      | o      | xo     | xxx    | 5,55 |           |
| 9     | Daichi Sawano         | Japan       | –      | –      | o      | xo     | xxx    | 5,55 |           |
| 11    | Oleksandr Korchmid    | Ukraine     | –      | –      | o      | xxx    |        | 5,45 |           |
| 11    | Mikko Latvala         | Finnland    | –      | –      | o      | –      | xxx    | 5,45 |           |
| 13    | Spas Buhalov          | Bulgarien   | –      | –      | xo     | –      | xxx    | 5,45 |           |
| 13    | Fábio da Silva        | Brasilien   | –      | –      | xo     | xxx    |        | 5,45 |           |
| 15    | Alexander Awerbuch    | Israel      | –      | –      | xxo    | –      | xxx    | 5,45 |           |
| 15    | Kevin Rans            | Belgien     | –      | o      | xxo    | xxx    |        | 5,45 |           |
| 17    | Štěpán Janáček        | Tschechien  | o      | o      | –      | xxx    |        | 5,30 |           |
| 17    | Dominic Johnson       | St. Lucia   | –      | o      | xxx    |        |        | 5,30 |           |
| NM    | Lázaro Borges         | Kuba        | –      | xxx    |        |        |        | ogV  |           |

Weitere in Qualifikationsgruppe B ausgeschiedene Stabhochspringer:

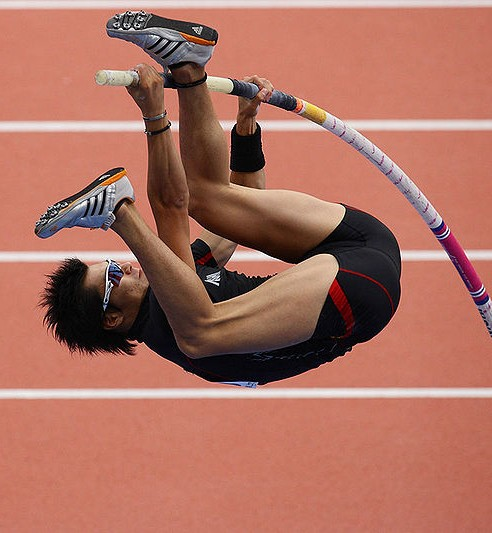
Daichi Sawano – 5,55 m
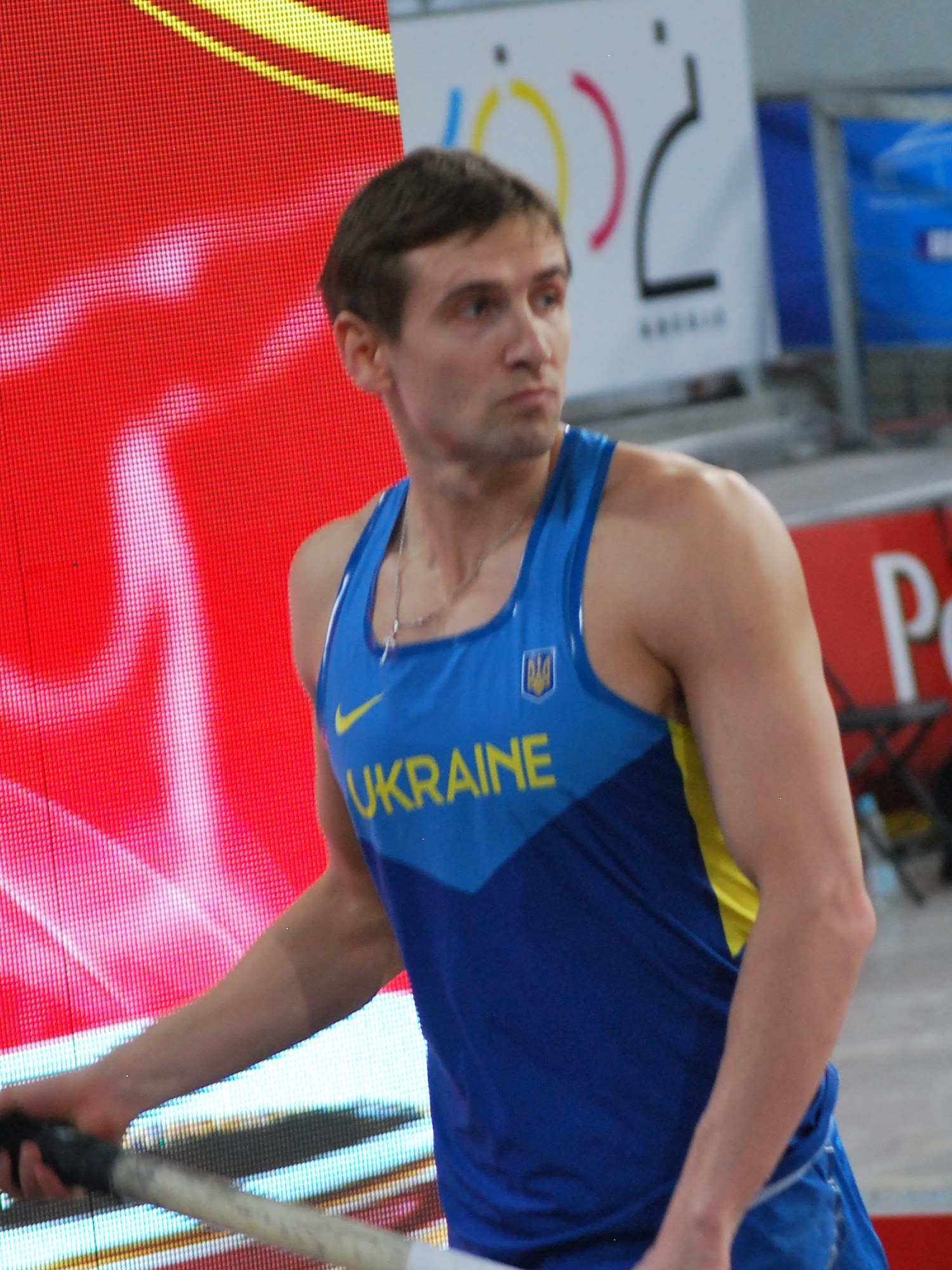
Oleksandr Korchmid – 5,45 m
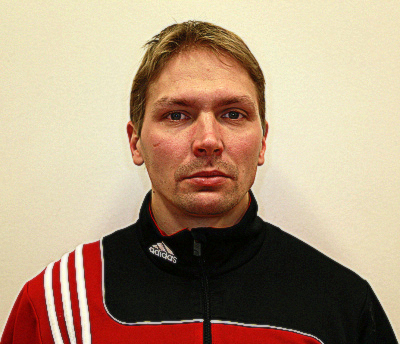
Mikko Latvala – 5,45 m

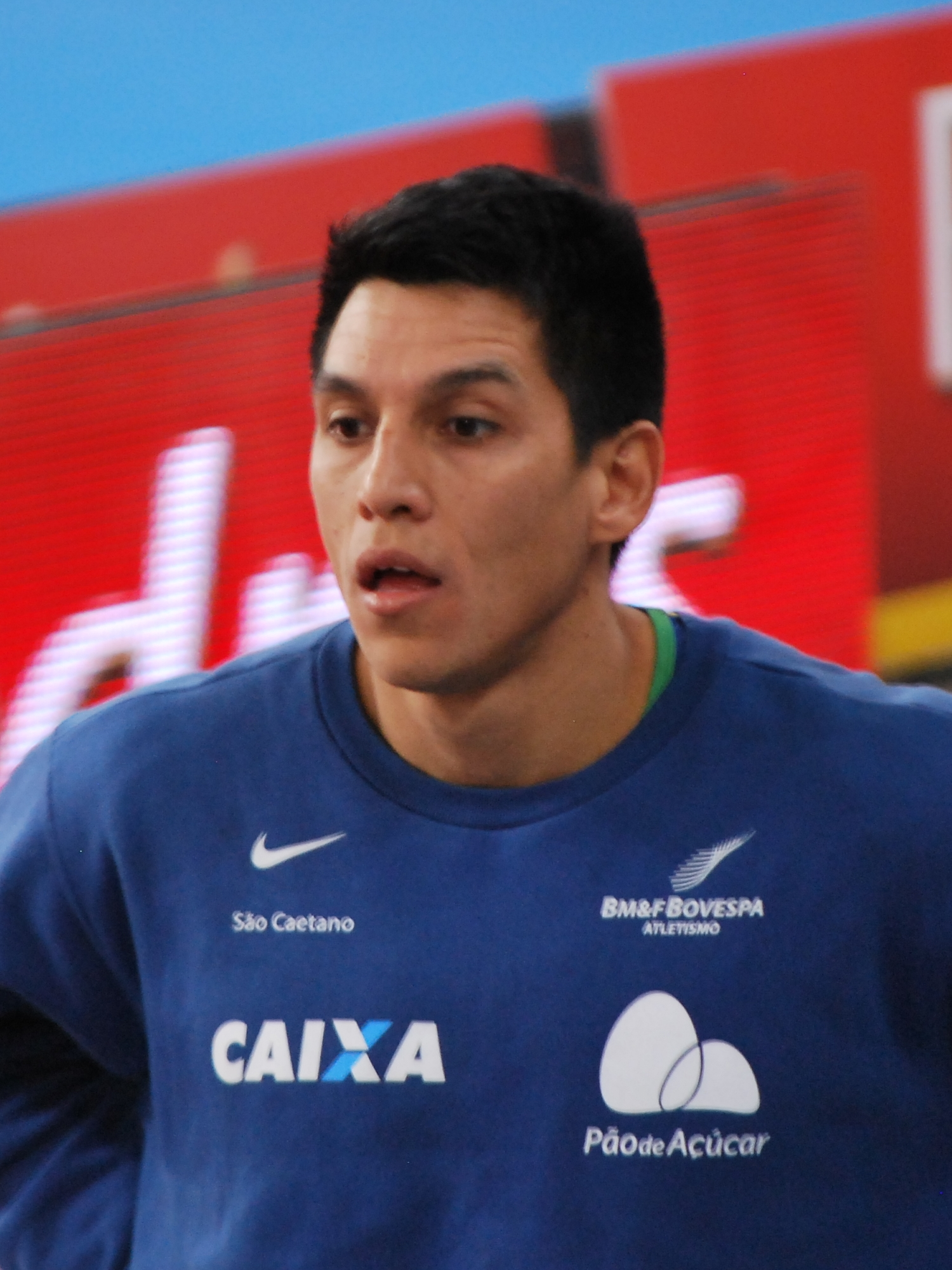
Fábio da Silva – 5,45 m
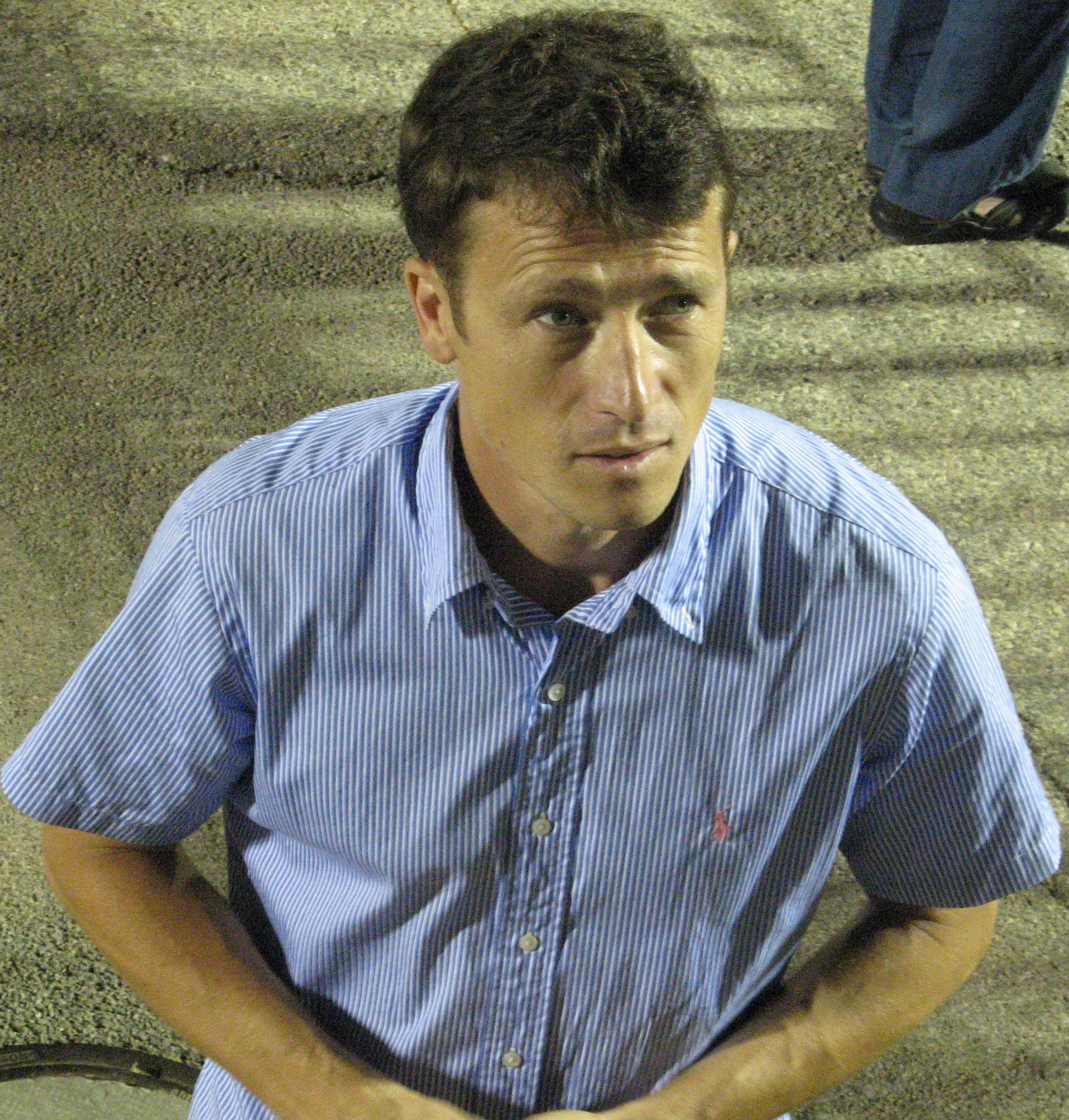
Alexander Awerbuch – 5,45 m
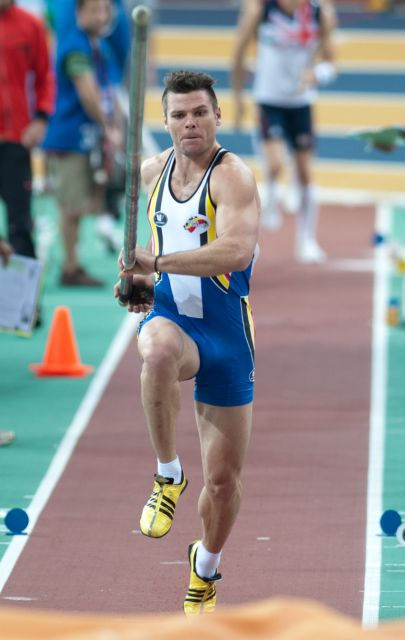
Kevin Rans – 5,45 m

## Finale
22. August 2008, 19:55 Uhr
| Platz | Name                  | Nation      | 5,45 m | 5,60 m | 5,70 m | 5,75 m | 5,80 m | 5,85 m | 5,90 m | 5,96 m | Endresultat | Anmerkung                                   |
| ----- | --------------------- | ----------- | ------ | ------ | ------ | ------ | ------ | ------ | ------ | ------ | ----------- | ------------------------------------------- |
| 1     | Steve Hooker          | Australien  | –      | o      | –      | –      | xxo    | xxo    | xxo    | xxo    | 5,96        | OR                                          |
| 2     | Jewgeni Lukjanenko    | Russland    | –      | xxo    | o      | –      | o      | xxo    | xxx    |        | 5,85        |                                             |
| 3     | Derek Miles           | USA         | o      | xxo    | xo     | –      | xxx    |        |        |        | 5,70        |                                             |
| 4     | Dmitri Starodubzew    | Russland    | xxo    | xxo    | xo     | –      | xxx    |        |        |        | 5,70        |                                             |
| 5     | Danny Ecker           | Deutschland | xo     | –      | xxo    | xxx    |        |        |        |        | 5,70        |                                             |
| 6     | Jérôme Clavier        | Frankreich  | xo     | o      | xxx    |        |        |        |        |        | 5,60        |                                             |
| 7     | Raphael Holzdeppe     | Deutschland | o      | xo     | xxx    |        |        |        |        |        | 5,60        |                                             |
| 8     | Igor Pawlow           | Russland    | –      | xxo    | –      | xxx    |        |        |        |        | 5,60        |                                             |
| 9     | Jan Kudlička          | Tschechien  | o      | xxx    |        |        |        |        |        |        | 5,45        |                                             |
| 10    | Przemysław Czerwiński | Polen       | xo     | xxx    |        |        |        |        |        |        | 5,45        |                                             |
| NM    | Leonid Andreyev       | Usbekistan  | xxx    |        |        |        |        |        |        |        | ogV         |                                             |
| NM    | Giuseppe Gibilisco    | Italien     | xxx    |        |        |        |        |        |        |        | ogV         |                                             |
| DOP   | Denys Jurtschenko     | Ukraine     | xxo    | xo     | o      | r      |        |        |        |        | 5,70        | verletzungsbedingt nach 5,70 m ausgestiegen |

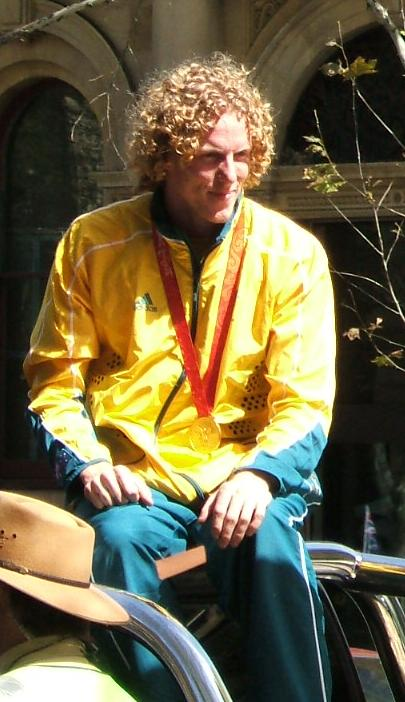
Steve Hooker siegte mit neuem olympischen Rekord

Für das Finale hatten sich zunächst dreizehn Athleten qualifiziert, von denen schließlich zwölf in die Wertung kamen, denn dem Ukrainer Denys Jurtschenko wurde seine Bronzemedaille, wie oben im Abschnitt "Doping" beschrieben, im August 2014 wegen nachgewiesenen Dopingmissbrauchs aberkannt. Da niemand die Qualifikationshöhe von 5,75 m überhaupt erst angegangen war, erreichten alle Stabhochspringer, die 5,65 m übersprungen hatten, diesen Endkampf.
Gegenüber standen sich drei Russen, zwei Deutsche sowie je ein Teilnehmer aus Australien, Frankreich, Italien, Polen, den USA, Tschechien und Usbekistan.
Es gab einen etwas größeren Kreis von Favoriten, die für die Medaillen infrage kamen. Zu ihnen gehörten vor allem der amtierende Weltmeister und Vizeweltmeister von 2005 Brad Walker aus den Vereinigten Staaten, der israelische Europameister Alexander Awerbuch, der französische Vizeweltmeister und EM-Dritte Romain Mesnil sowie die beiden Deutschen Danny Ecker als WM-Dritter und Tim Lobinger als Vizeeuropameister. Überraschend waren Weltmeister Walker und Vizeeuropameister Lobinger bereits in der Qualifikation ausgeschieden.
Der Wettkampf entwickelte sich ziemlich bald fast zu einem Festival der Fehlversuche. Immer wieder benötigten auch die am Ende stärksten Athleten drei Versuche, um die jeweils geforderte Höhe zu nehmen. Als die Latte auf 5,70 m gelegt wurde, waren noch neun Teilnehmer im Wettbewerb. Acht hatten 5,60 m übersprungen, einzig Ecker hatte diese Höhe ausgelassen. Außer dem Russen Igor Pawlow und dem Australier Steve Hooker gingen alle Athleten die neue Sprunghöhe an. Nur der Russe Jewgeni Lukjanenko und der später disqualifizierte Jurtschenko waren mit ihren ersten Versuchen erfolgreich, der US-Amerikaner Derek Miles und der Russe Dmitri Starodubzew schafften es mit ihren zweiten Sprüngen, Danny Ecker mit seinem dritten. Holzdeppe und der Franzose Jérôme Clavier rissen dreimal und schieden aus.
An 5,75 m versuchten sich nur Ecker und Pawlow. Beide schieden hier aus. Jurtschenko beendete seinen Wettkampf verletzungsbedingt und ging keine weiteren Höhen mehr an. Damit war klar, dass Danny Ecker, der 5,70 m bewältigt hatte, den sechsten Rang (später fünften) belegte. Jérôme Clavier wurde Sechster, Raphael Holzdeppe Siebter vor Igor Pawlow. Diese drei hatten jeweils 5,60 m zu Buche stehen.
Nun wurden 5,80 m aufgelegt. Lukjanenko nahm die Höhe auf Anhieb, Hooker im dritten Anlauf. Dmitri Starodubzew riss dreimal und war mit seinen 5,70 m zunächst Fünfter, später Vierter. Er hatte zwei Fehlversuche mehr auf seinem Konto als Derek Miles, der ebenfalls an 5,80 m scheiterte, aber mit seinen übersprungenen 5,70 m Rang vier sicher hatte und später die Bronzemedaille erhielt. Aufgrund der Fehlversuchsregel lag Jurtschenko sechs Jahre lang auf dem Bronzeplatz. Für 5,85 m benötigten beide im Wettbewerb verbliebenen Springer jeweils drei Versuche. Zwischen Hooker und Lukjanenko musste jetzt die Entscheidung um Gold und Silber fallen. Auch die folgende Höhe von 5,90 m bewältigte Hooker wieder mit seinem dritten Sprung, während Jewgeni Lukjanenko dreimal riss und damit Silber gewann – 5,85 m war sein Endresultat. Im Hochgefühl des sicheren Olympiasieges ging Steve Hooker nun die neue Olympiarekordhöhe von 5,96 m an. In fast schon gewohnter Manier hatte er zwei Fehlversuche, bevor er den Rekord des US-Amerikaners Timothy Mack von 2004 um einen Zentimeter verbesserte.
Steve Hooker war der erste Olympiasieger für Australien im Stabhochsprung.

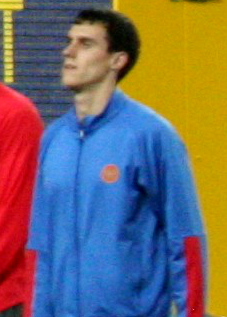
Silbermedaillengewinner Jewgeni Lukjanenko
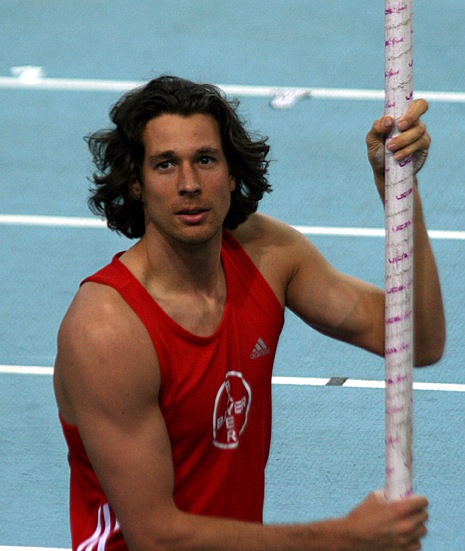
Danny Ecker erreichte Platz fünf
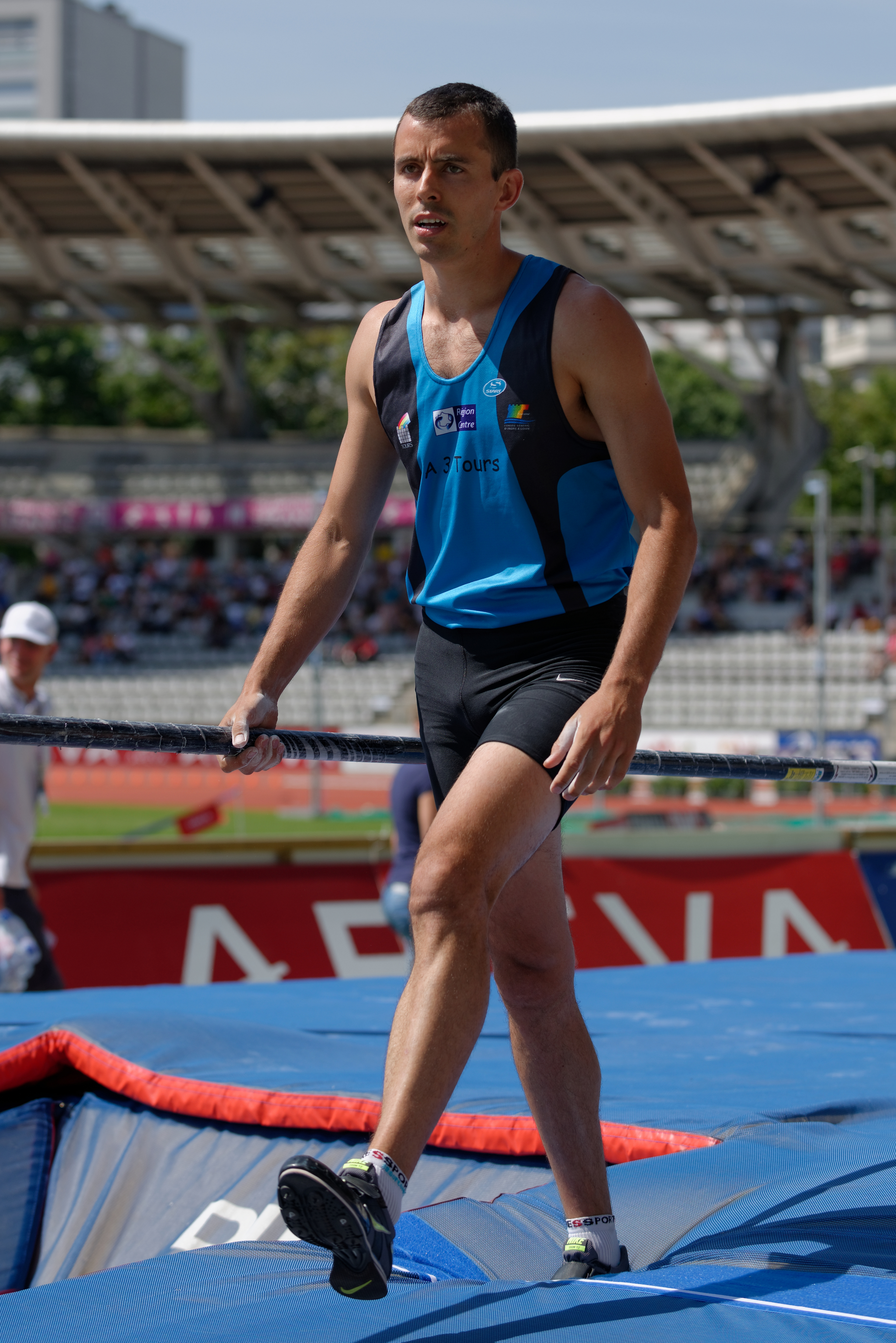
Rang sechs für Jérôme Clavier
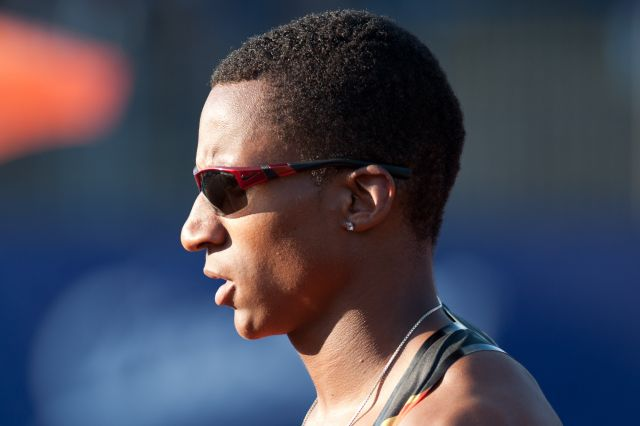
Raphael Holzdeppe wurde Olympiasiebter

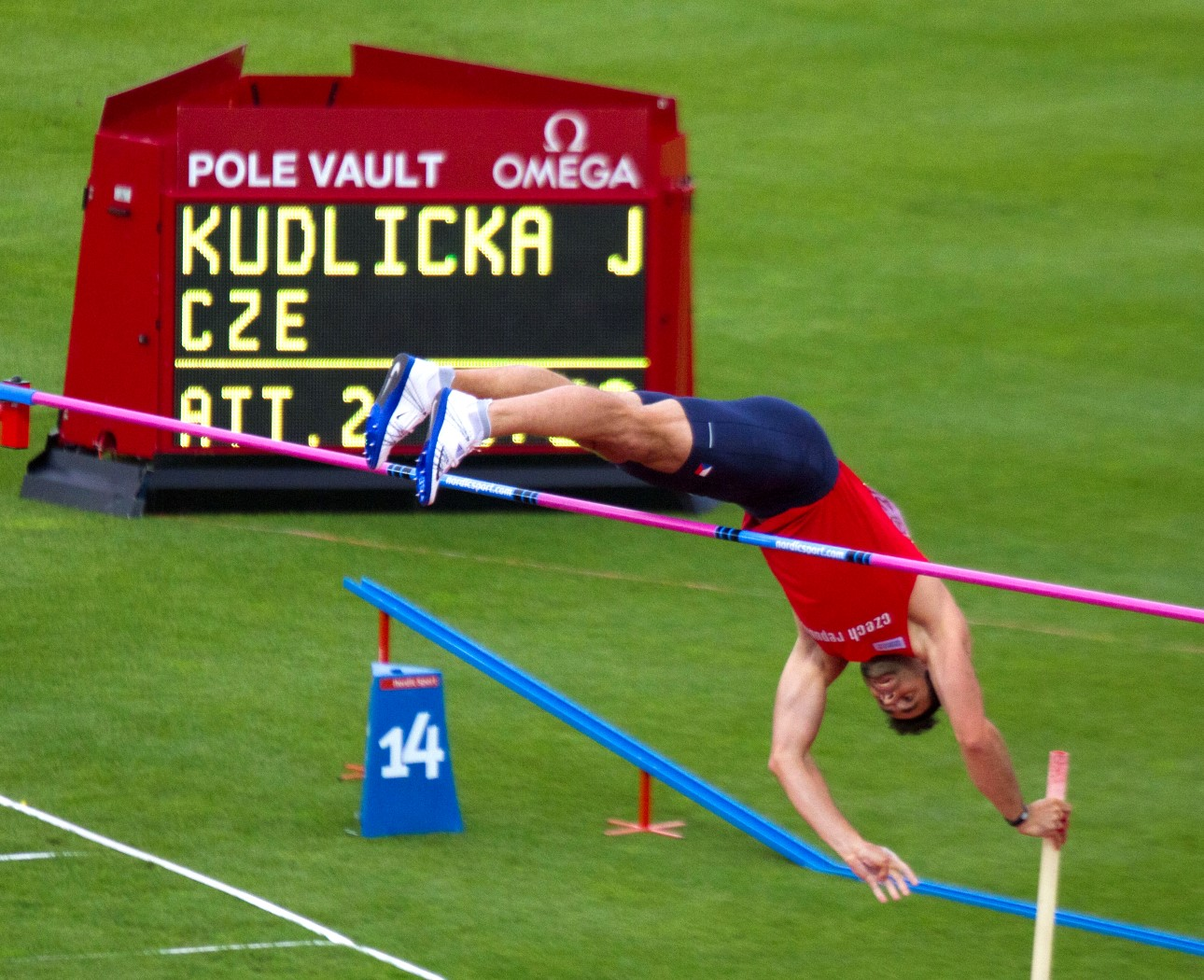
Jan Kudlička – Platz neun
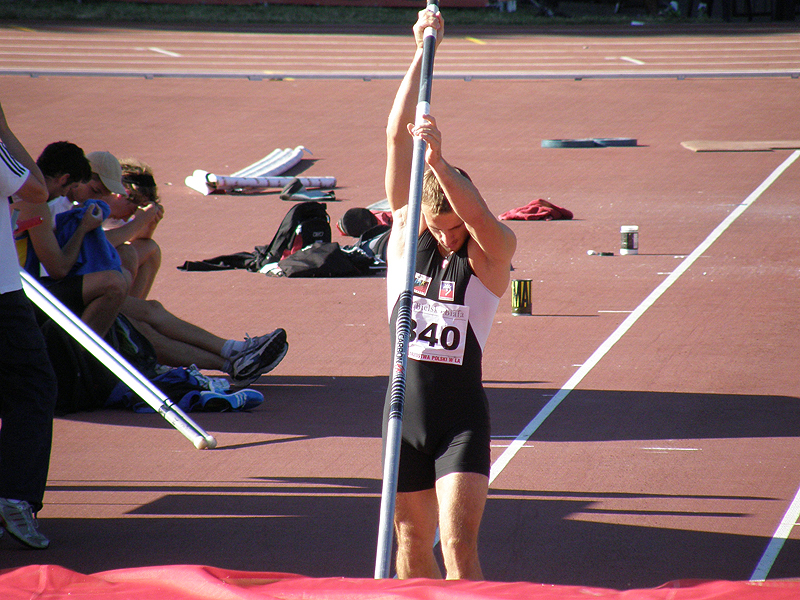
Przemysław Czerwiński belegte am Ende Rang zehn
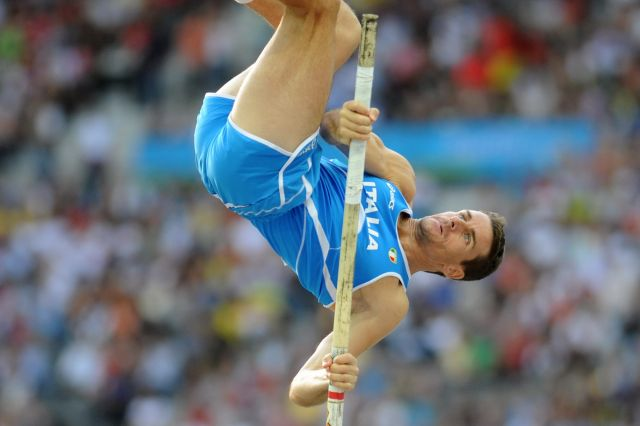
Giuseppe Gibilisco gelang im Finale kein gültiger Versuch
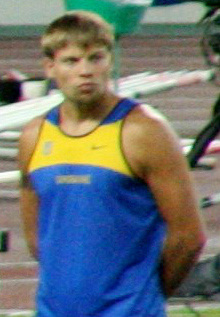
Denys Jurtschenko wurde sechs Jahre nach dem Wettbewerb als Dopingbetrüger entlarvt und disqualifiziert

## Video
- Athletics - Men's Pole Vault Final - Beijing 2008 Summer Olympic Games, youtube.com, abgerufen am 8. März 2022